# Sebastián Cristóforo
Sebastián Carlos Cristóforo Pepe (Montevideo, 23 d'agost de 1993) és un futbolista professional uruguaià que juga com a migcampista pel CA Peñarol.

## Carrera de club
Cristóforo es va formar al planter del CA Peñarol, i fou ascendit per l'entrenador Diego Aguirre el maig de 2011, a causa de la participació del club a la Copa Libertadores 2011. Va debutar com a professional el 29 de maig de 2011, en un empat 2–2 a casa contra el Central Español.
Cristóforo va marcar el seu primer gol com a professional el 29 febrer de 2012, el darrer d'una victòria per 4–1 a casa contra el Bella Vista. Aviat es va guanyar un lloc com a titular, i fou part de l'equip que va guanyar la lliga uruguaiana 2012–13.
L'11 d'agost de 2013 Cristóforo va signar un contracte per cinc anys amb el Sevilla. Va debutar a La Liga el 14 de setembre, com a titular en una derrota per 2–3 a fora contra el FC Barcelona. Cristóforo va acabar la temporada 2013–14 amb 12 partits, i va patir una greu lesió de genoll el març 2014.
El 27 d'agost de 2016, Cristóforo fou cedit a l'ACF Fiorentina per un any, amb opció de compra.
El 31 d'agost de 2018, Cristóforo va retornar a Espanya, cedit al Getafe CF per una temporada. L'11 de gener de 2020, fou cedit a la SD Eibar amb obligació de compra.
El 5 d'octubre de 2020, Cristóforo va signar contracte per un any amb el Girona FC de Segona Divisió.

## Carrera internacional
El 2013 Cristóforo va disputar amb la selecció uruguaiana Sub-20 la Copa del Món de futbol sub-20 de 2013 a Turquia, torneig en què fou un dels principals migcampistes d'un equip que quedà segon.

## Palmarès
Sevilla
- Lliga Europa de la UEFA: 2013–14, 2014–15, 2015–16